# NWD
NWD is een historisch merk van motorfietsen.
De bedrijfsnaam was: Next World Design Inc. later Apache Motorworks. 
NWD was een Industrieel ontwerpbureau dat in 1992 het prototype van een zeer futuristische motor, de NWD Apache, presenteerde. De machine was voorzien van diverse snufjes, zoals hydraulische besturing, ophanging en aandrijving (ook nog eens op beide wielen), naafloze velgen, een elektronisch balhoofd, automatische transmissie en regelbaar motorgeluid. 
Er kwam inderdaad een rijdend prototype, waarbij diverse van deze snufjes alweer verdwenen waren. Na 1996, toen met het prototype een toer door de Verenigde Staten werd gereden, is echter niets meer van de NWD Apache Warrior vernomen.